# 呉崎村
呉崎村（くれさきむら）は、大分県西国東郡にあった村。現在の豊後高田市の一部にあたる。

## 地理
国東半島西部の基部、美和・草地両台地の西方崖下に位置していた。
- 海洋：周防灘[2]
- 河川：桂川、赤坂川[2]

## 歴史
- 1889年（明治22年）4月1日、町村制の施行により、西国東郡呉崎新田が単独で村制施行し、呉崎村が発足[1][2]。大字は編成せず[2]。地内は石部、中新開、町、北沖の4部に分かれる[2]。
- 1903年（明治36年）呉崎村漁業組合設立[2]
- 1954年（昭和29年）3月31日、西国東郡高田町に編入され廃止[1][2]。

### 地名の由来
新田開発を担当した日田代官・塩谷大四郎が、暮崎新田を大四郎の号・呉村から佳字をとって呉崎新田としたことから。

## 産業
- 農業、落花生、漁業[2]